# Comuna Malopolovețke, Fastiv
Malopolovețke (în ucraineană Малополовецьке) este o comună în raionul Fastiv, regiunea Kiev, Ucraina, formată din satele Malopolovețke (reședința) și Tarasivka.

## Demografie
Componența lingvistică a comunei Malopolovețke
     Ucraineană (97,72%)
     Rusă (1,42%)
     Alte limbi (0,08%)
Conform recensământului din 2001, majoritatea populației comunei Malopolovețke era vorbitoare de ucraineană (97,72%), existând în minoritate și vorbitori de rusă (1,42%).